# Désiré Dumont
Pour les articles homonymes, voir Dumont.
Désiré Dumont est un zoologiste français qui participa à l'expédition vers les Terres australes que commanda Nicolas Baudin au départ du Havre le 19 octobre 1800. Installé à bord du Naturaliste en tant que zoologiste-adjoint, il descendit à l'île de France avec plusieurs autres membres de cette expédition scientifique.
Au départ de l'expédition, il souffrit à compter de la nuit du 20 au 21 octobre 1800 d'un mal de mer qui le laissa alité pendant deux jours sur un matelas installé sous une table où il fut plusieurs fois piétiné sans avoir la force de protester.